# 14551 Itagaki
14551 Itagaki (1997 UN8) là một tiểu hành tinh vành đai chính được phát hiện ngày 22 tháng 10 năm 1997 bởi T. Okuni ở Nanyo.